# Division 1 1977-1978
La Division 1 1977-1978 è stata la 40ª edizione della massima serie del campionato francese di calcio, disputato tra il 3 agosto 1977 e il 2 maggio 1978 e concluso con la vittoria del Monaco, al suo terzo titolo.
Capocannoniere del torneo è stato Carlos Bianchi (Paris Saint-Germain) con 37 reti.

## Stagione

### Avvenimenti
Dopo l'iniziale dominio del neopromosso Monaco, a punteggio pieno per le prime cinque gare, per tutto il girone di andata si assistette ad un continuo alternarsi al comando della classifica fra il Nizza e i monegaschi stessi, interrotto dall'Olympique Marsiglia: sfruttando anche i risultati positivi negli scontri diretti con le due contendenti principali, l'OM concluse il girone di andata solo al comando.
I marsigliesi si confermarono capolisti anche alla fine dell'anno solare, ma una serie di risultati negativi conseguiti nel mese di gennaio lasciarono il via libera al Nizza e al Monaco, che ripresero il duello interrotto poche giornate prima. Nel frattempo erano emersi i campioni in carica del Nantes, in sostituzione del Nizza che, in seguito a una crisi di risultati, si defilò dalla lotta per il titolo sino a concludere quasi a centroclassifica. Primi per diverse giornate, i Canaris lottarono per il titolo contro l'Olympique Marsiglia, il Monaco e lo Strasburgo fino alla penultima giornata, quando i monegaschi approfittarono di dei risultati favorevoli (pareggio di Strasburgo e Nantes, nonché sconfitta dell'Olympique Marsiglia contro squadre in lotta per non retrocedere) per passare in testa. All'ultima giornata, una vittoria contro un Bastia ancora in corsa per la vittoria della Coppa UEFA consegnò ai monegaschi il terzo titolo nazionale: la squadra divenne il terzo caso di neopromossa vincitrice del campionato francese, eguagliando il record del Bordeaux nel 1949-50 e del Saint-Étienne nel 1963-64.
I risultati della penultima giornata furono decisivi anche per i verdetti in chiave europea: perdendo contro il Troyes AF l'Olympique Marsiglia si vide tagliato fuori anche dalla qualificazione in Coppa UEFA: assieme al Nantes ne trasse vantaggio lo Strasburgo, neopromossa rivelazione del torneo.
Un graduale calo di rendimento nel girone di ritorno risucchiò il Lens nella zona bassa della classifica; malgrado un disperato tentativo di rimonta nel finale, culminato con l'aggancio dell'Olympique Lione all'ultima giornata, una peggiore differenza reti condannò i sang et or alla retrocessione a soli dodici mesi dal secondo posto in campionato. In una condizione analoga si trovò il Troyes, cui non bastò il risultato di prestigio contro l'Olympique Marsiglia della penultima giornata per superare le concorrenti. Chiuse la classifica il Rouen, ultimo in solitaria dall'undicesima giornata ed uscito dalla lotta per la salvezza già durante il girone di ritorno.

## Squadre partecipanti
| Club                | Stagione | Città         | Stadio                   | Stagione precedente             |
| ------------------- | -------- | ------------- | ------------------------ | ------------------------------- |
| Bastia              | dettagli | Bastia        | Stadio Armand Cesari     | 3º posto in Division 1          |
| Bordeaux            | dettagli | Bordeaux      | Parco Lescure            | 10º posto in Division 1         |
| Laval               | dettagli | Laval         | Stade Francis Le Basser  | 16º posto in Division 1         |
| Lens                | dettagli | Lens          | Stadio Félix-Bollaert    | 2º posto in Division 1          |
| Metz                | dettagli | Metz          | Stadio Saint-Symphorien  | 8º posto in Division 1          |
| Monaco              | dettagli | Monaco        | Stadio Louis II          | 1º posto in Division 1 (Gir. B) |
| Nancy               | dettagli | Nancy         | Stadio Marcel Picot      | 4º posto in Division 1          |
| Nantes              | dettagli | Nantes        | Stadio Marcel Saupin     | Campione di Francia             |
| Nîmes               | dettagli | Nîmes         | Stadio Jean Bouin        | 13º posto in Division 1         |
| Nizza               | dettagli | Nizza         | Stade Municipal du Ray   | 7º posto in Division 1          |
| Olympique Lione     | dettagli | Lione         | Stadio di Gerland        | 6º posto in Division 1          |
| Olympique Marsiglia | dettagli | Marsiglia     | Stadio Vélodrome         | 12º posto in Division 1         |
| Paris Saint-Germain | dettagli | Parigi        | Parco dei Principi       | 9º posto in Division 1          |
| Rouen               | dettagli | Rouen         | Stadio Robert Diochon    | 2º posto in Division 2 (Gir. B) |
| Saint-Étienne       | dettagli | Saint-Étienne | Stadio Geoffroy-Guichard | 5º posto in Division 1          |
| Sochaux             | dettagli | Montbéliard   | Stadio Auguste Bonal     | 14º posto in Division 1         |
| Stade Reims         | dettagli | Reims         | Stadio Auguste Delaune   | 11º posto in Division 1         |
| Strasburgo          | dettagli | Strasburgo    | Stadio della Meinau      | 1º posto in Division 2 (Gir. A) |
| Troyes AF           | dettagli | Troyes        | Stade de l'Aube          | 15º posto in Division 1         |
| Valenciennes        | dettagli | Valenciennes  | Stade Nungesser          | 17º posto in Division 1         |

## Allenatori e primatisti
| Squadra             | Allenatore                                                                | Calciatore più presente                            | Cannoniere                               |
| ------------------- | ------------------------------------------------------------------------- | -------------------------------------------------- | ---------------------------------------- |
| Bastia              | Pierre Cahuzac                                                            | Charles Orlanducci (37)                            | Johnny Rep (18)                          |
| Bordeaux            | Christian Montes                                                          | Philippe Bergerôo (38)                             | Alain Giresse (11)                       |
| Laval               | Michel Le Millinaire                                                      | Souleymane Camara, Jacky Rose (38)                 | Souleymane Camara, Joaquín Martínez (11) |
| Lens                | Arnold Sowinski                                                           | Michel Joly (37)                                   | Joachim Marx, Didier Six (13)            |
| Metz                | Georges Huart                                                             | Joël Muller (38)                                   | Nico Braun (12)                          |
| Monaco              | Lucien Leduc                                                              | Alain Moizan, Jean Petit, Alfred Vitalis (38)      | Delio Onnis (29)                         |
| Nancy               | Antoine Redin                                                             | Jean-Michel Moutier, Francisco Rubio (38)          | Michel Platini (18)                      |
| Nantes              | Jean Vincent                                                              | Jean-Paul Bertrand-Demanes (38)                    | Éric Pécout (14)                         |
| Nîmes Olympique     | Kader Firoud (1ª-25ª) Henri Noël (26ª-38ª)                                | Bernard Boissier (37)                              | Gilbert Marguerite (14)                  |
| Nizza               | Léon Rossi                                                                | Daniel Sanchez (37)                                | Nenad Bjeković (29)                      |
| Olympique Lione     | Aimé Jacquet                                                              | Serge Chiesa, Jean-François Jodar (37)             | Bernard Lacombe (24)                     |
| Olympique Marsiglia | Ivan Marković e Josip Skoblar (D.T.)                                      | François Bracci, Gerard Migeon, Sarr Boubacar (38) | Sarr Boubacar (21)                       |
| Paris Saint-Germain | Jean-Michel Larqué                                                        | Carlos Bianchi, Philippe Redon (38)                | Carlos Bianchi (37)                      |
| Rouen               | César Héctor Gonzalez (1ª-14ª) Daniel Druda (15ª) Milorad Pavić (16ª-38ª) | Gérard Gili (38)                                   | Ignacio Peña (9)                         |
| Saint-Étienne       | Robert Herbin                                                             | Ivan Ćurković (37)                                 | Patrick Revelli (8)                      |
| Sochaux             | Jean Fauvergue                                                            | Didier Dufour (36)                                 | Robert Pintenat (15)                     |
| Stade Reims         | Pierre Flamion (1ª-24ª) Jean-Claude D'Arménia (25ª-38ª)                   | Christian Laudu (38)                               | Christian Coste (13)                     |
| Strasburgo          | Gilbert Gress                                                             | Dominique Dropsy, Albert Gemmrich (38)             | Albert Gemmrich (21)                     |
| Troyes AF           | René Cédolin                                                              | Gérard Verstraete (38)                             | Cheik Diallo (13)                        |
| Valenciennes        | Jean-Pierre Destrumelle                                                   | Christian Delachet (38)                            | Bruno Zaremba (12)                       |

## Classifica finale
|  | Pos. | Squadra             | Pt | G  | V  | N  | P  | GF | GS | DR  |
|  | ---- | ------------------- | -- | -- | -- | -- | -- | -- | -- | --- |
|  | 1.   | Monaco              | 53 | 38 | 22 | 9  | 7  | 79 | 46 | +33 |
|  | 2.   | Nantes              | 52 | 38 | 21 | 10 | 7  | 60 | 26 | +34 |
|  | 3.   | Strasburgo          | 50 | 38 | 19 | 12 | 7  | 70 | 40 | +30 |
|  | 4.   | Olympique Marsiglia | 47 | 38 | 20 | 7  | 11 | 70 | 41 | +29 |
|  | 5.   | Bastia              | 44 | 38 | 19 | 6  | 13 | 62 | 44 | +18 |
|  | 6.   | Nancy               | 43 | 38 | 17 | 9  | 12 | 63 | 49 | +14 |
|  | 7.   | Saint-Étienne       | 42 | 38 | 18 | 6  | 14 | 50 | 49 | +1  |
|  | 8.   | Nizza               | 41 | 38 | 17 | 7  | 14 | 72 | 70 | +2  |
|  | 9.   | Sochaux             | 40 | 38 | 15 | 10 | 13 | 65 | 54 | +11 |
|  | 10.  | Laval               | 37 | 38 | 15 | 7  | 16 | 50 | 58 | -8  |
|  | 11.  | Paris Saint-Germain | 36 | 38 | 14 | 8  | 16 | 75 | 66 | +9  |
|  | 12.  | Metz                | 35 | 38 | 13 | 9  | 16 | 41 | 57 | -16 |
|  | 13.  | Nîmes               | 33 | 38 | 11 | 11 | 16 | 49 | 63 | -14 |
|  | 14.  | Valenciennes        | 32 | 38 | 11 | 10 | 17 | 48 | 58 | -10 |
|  | 15.  | Stade Reims         | 32 | 38 | 11 | 10 | 17 | 42 | 55 | -13 |
|  | 16.  | Bordeaux            | 32 | 38 | 12 | 8  | 18 | 46 | 69 | -23 |
|  | 17.  | Olympique Lione     | 31 | 38 | 12 | 7  | 19 | 56 | 59 | -3  |
|  | 18.  | Lens                | 31 | 38 | 12 | 7  | 19 | 56 | 71 | -15 |
|  | 19.  | Troyes AF           | 31 | 38 | 11 | 9  | 18 | 41 | 69 | -28 |
|  | 20.  | Rouen               | 18 | 38 | 6  | 6  | 26 | 40 | 91 | -51 |

Legenda:
      Campione di Francia e ammessa alla Coppa dei Campioni 1978-1979.
      Ammesse alla Coppa UEFA 1978-1979.
      Ammesse alla Coppa delle Coppe 1978-1979.
      Retrocesse in Division 2 1978-1979.
Note:
Due punti a vittoria, uno a pareggio, zero a sconfitta.
In caso di arrivo di due o più squadre a pari punti, la graduatoria verrà stilata secondo la classifica avulsa tra le squadre interessate che prevede, in ordine, i seguenti criteri:
- Differenza reti generale.
- Reti realizzate in generale.

### Squadra campione
| Formazione tipo | Giocatori (presenze)  |
| --- | --------------------- |
| Ettori Gardon Courbis Vitalis Vanucci Moizan Petit Nogués Dalger Rouquette Onnis | Jean-Luc Ettori (34)  |
| Ettori Gardon Courbis Vitalis Vanucci Moizan Petit Nogués Dalger Rouquette Onnis | Bernard Gardon (34)   |
| Ettori Gardon Courbis Vitalis Vanucci Moizan Petit Nogués Dalger Rouquette Onnis | Rolland Courbis (27)  |
| Ettori Gardon Courbis Vitalis Vanucci Moizan Petit Nogués Dalger Rouquette Onnis | Alfred Vitalis (29)   |
| Ettori Gardon Courbis Vitalis Vanucci Moizan Petit Nogués Dalger Rouquette Onnis | Albert Vanucci (30)   |
| Ettori Gardon Courbis Vitalis Vanucci Moizan Petit Nogués Dalger Rouquette Onnis | Alain Moizan (38)     |
| Ettori Gardon Courbis Vitalis Vanucci Moizan Petit Nogués Dalger Rouquette Onnis | Jean Petit (38)       |
| Ettori Gardon Courbis Vitalis Vanucci Moizan Petit Nogués Dalger Rouquette Onnis | Raúl Nogués (36)      |
| Ettori Gardon Courbis Vitalis Vanucci Moizan Petit Nogués Dalger Rouquette Onnis | Christian Dalger (36) |
| Ettori Gardon Courbis Vitalis Vanucci Moizan Petit Nogués Dalger Rouquette Onnis | Michel Rouquette (25) |
| Ettori Gardon Courbis Vitalis Vanucci Moizan Petit Nogués Dalger Rouquette Onnis | / Delio Onnis (35)    |
| Altri giocatori: Heriberto Correa (29), Jean-Pierre Chaussin (16), Daniel François (13), Yves Chauveau (4), Thierry Gudimard (3), Roger Ricort (3), Jean-Claude Fagès (2), André Tuybens (2), Jean-Noël Luccioni (1), Serge Perruchini (1) |                       |

## Statistiche

### Squadre

#### Capoliste solitarie
|    | —— | —— | ——     | ——     | ——    | ——    | —— | —— | ——    | ——    | ——     | ——    | ——     | ——     | ——     | ——  | ——  | ——           | ——           | ——           | ——           | ——  | ——    | ——  | ——    | ——     | ——     | ——     | ——     | ——  | ——     | ——  | ——  | ——  | ——  | ——     | ——     | —— |  |
|    |    |    | Monaco | Monaco | Nizza | Nizza |    |    | Nizza | Nizza | Monaco | Nizza | Monaco | Monaco | Monaco |     |     | O. Marsiglia | O. Marsiglia | O. Marsiglia | O. Marsiglia |     | Nizza |     | Nizza | Monaco | Nantes | Nantes | Nantes |     | Nantes |     |     |     |     | Monaco | Monaco |    |  |
|    |    |    |        |        |       |       |    |    |       |       |        |       |        |        |        |     |     |              |              |              |              |     |       |     |       |        |        |        |        |     |        |     |     |     |     |        |        |    |  |
|    |    |    |        |        |       |       |    |    |       |       |        |       |        |        |        |     |     |              |              |              |              |     |       |     |       |        |        |        |        |     |        |     |     |     |     |        |        |    |  |
| 1ª | 2ª | 3ª | 4ª     | 5ª     | 6ª    | 7ª    | 8ª | 9ª | 10ª   | 11ª   | 12ª    | 13ª   | 14ª    | 15ª    | 16ª    | 17ª | 18ª | 19ª          | 20ª          | 21ª          | 22ª          | 23ª | 24ª   | 25ª | 26ª   | 27ª    | 28ª    | 29ª    | 30ª    | 31ª | 32ª    | 33ª | 34ª | 35ª | 36ª | 37ª    | 38ª    |    |  |

#### Primati stagionali
Squadre
- Maggior numero di vittorie: Monaco (22)
- Minor numero di sconfitte: Monaco, Nantes, Strasburgo (7)
- Migliore attacco: Monaco (79)
- Miglior difesa: Nantes (26)
- Miglior differenza reti: Nantes (+34)
- Maggior numero di pareggi: Strasburgo (12)
- Minor numero di pareggi: Bastia e Rouen (6)
- Maggior numero di sconfitte: Rouen (26)
- Minor numero di vittorie: Rouen (6)
- Peggior attacco: Rouen (40)
- Peggior difesa: Rouen (91)
- Peggior differenza reti: Rouen (-51)

### Individuali

#### Classifica marcatori
| Gol | Rigori |  | Giocatore          | Squadra             |
| --- | ------ |  | ------------------ | ------------------- |
| 37  | 2      |  | Carlos Bianchi     | Paris Saint-Germain |
| 29  | 4      |  | Nenad Bjeković     | Nizza               |
| 29  | 4      |  | Delio Onnis        | Monaco              |
| 24  | 6      |  | Bernard Lacombe    | Olympique Lione     |
| 21  |        |  | Albert Gemmrich    | Strasburgo          |
| 21  | 3      |  | Sarr Boubacar      | Olympique Marsiglia |
| 20  |        |  | Marc Berdoll       | Olympique Marsiglia |
| 18  |        |  | Christian Dalger   | Monaco              |
| 18  | 3      |  | Michel Platini     | Nancy               |
| 18  |        |  | Johnny Rep         | Bastia              |
| 16  |        |  | Olivier Rouyer     | Nancy               |
| 15  | 3      |  | Claude Papi        | Bastia              |
| 15  | 2      |  | Robert Pintenat    | Sochaux             |
| 14  |        |  | Gilbert Marguerite | Nîmes               |
| 14  |        |  | Éric Pécout        | Nantes              |

### Arbitri
Di seguito è indicata, in ordine alfabetico, la lista dei 21 arbitri che presero parte alla Division 1 1977-1978. Tra parentesi è riportato il numero di incontri diretti.
- Marcel Bacou (26)
- Jean Bancourt (7)
- Gabriel Besory (11)
- Marc Buils (24)
- Alain Delmer (28)
- Ottorino di Bernardo (11)
- Henrik Didier (17)
- Robert Frauciel (9)
- André Jourdain (7)
- Michel Kitabdjian (24)
- Georges Konrath (24)

- Daniel Lambert (1)
- Michel Leloup (25)
- Jean-Claude Martin (18)
- Jean-Marie Meeus (15)
- Guy Mouchotte (20)
- Ange Rancelli (15)
- Michel Vautrot (27)
- Achille Verbecke (26)
- René Vigliani (19)
- Robert Wurtz (23)

## Percorso dei club nelle coppe europee
| Club          | Competizione       | Risultato        | Ultimo avversario            |
| ------------- | ------------------ | ---------------- | ---------------------------- |
| Nantes        | Coppa dei Campioni | Ottavi di finale | Atletico Madrid (1-1; 1-2)   |
| Saint-Étienne | Coppa delle Coppe  | Primo turno      | Manchester United (1-1; 0-2) |
| Bastia        | Coppa UEFA         | Finale           | PSV (0-0; 0-3)               |
| Lens          | Coppa UEFA         | Ottavi di finale | Magdeburgo (0-4; 2-0)        |